# 가케로마섬

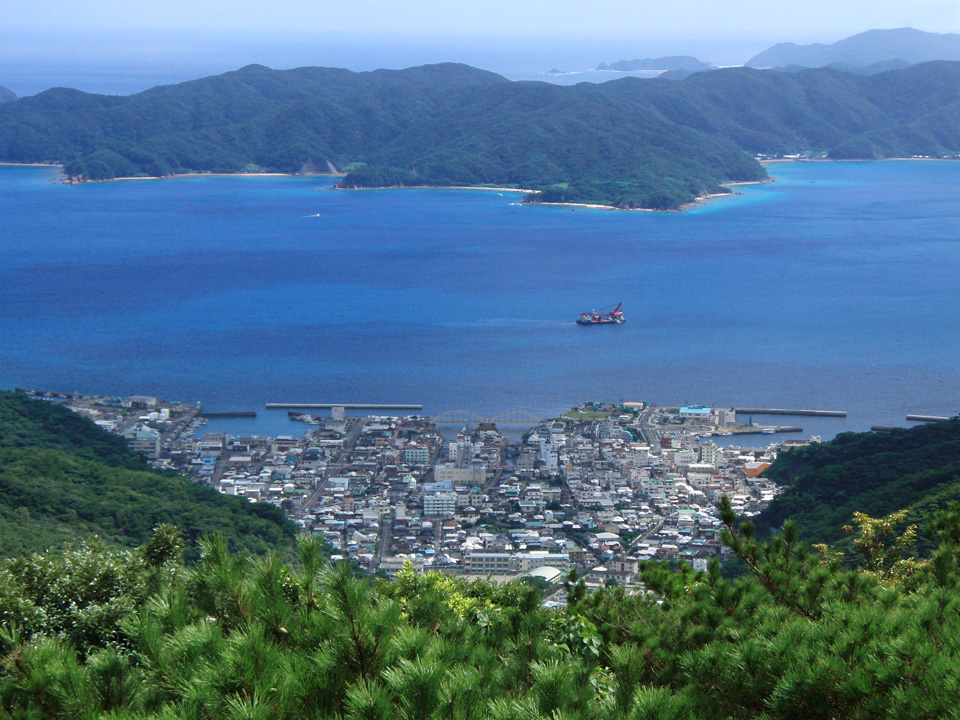

가케로마섬(일본어: 加計呂麻島/かけろまじま 가케로마지마[*])은 아마미 제도의 섬이다. 가고시마현 오시마군 세토우치초에 속한다.
면적은 77.2 km2로, 오시마 해협을 사이에 두고 아마미오섬과 마주 보고 있다.